# Trzęsienie ziemi na Krecie (1303)
Trzęsienie ziemi na Krecie – spowodowane przez tsunami trzęsienie ziemi o magnitudzie 8.0, które 8 sierpnia 1303 roku dotknęło Kretę. Zniszczeniom uległy miejscowości we wschodniej części wyspy, natomiast śmierć poniosło około 4 tys. osób.